# Irja Lipasti
Irja Lipasti (Irja Salli Maria Lipasti, später Sarnama; * 27. September 1905 in Seinäjoki; † 18. April 2000 in Riihimäki) war eine finnische Speerwerferin, Kugelstoßerin, Hochspringerin und Sprinterin.
Bei den Olympischen Spielen 1936 in Berlin kam sie im Speerwurf auf den zehnten und im Hochsprung auf den 17. Platz. In der 4-mal-100-Meter-Staffel schied sie im Vorlauf mit der finnischen Mannschaft aus.
1938 wurde sie bei den Leichtathletik-Europameisterschaften in Wien Siebte im Speerwurf und Achte im Kugelstoßen.

## Persönliche Bestleistungen
- 100 m: 12,8 s, 1939
- Hochsprung: 1,51 m, 10. September 1933, Seinäjoki
- Kugelstoßen: 12,02 m, 13. August 1946, Valkeakoski
- Speerwurf: 39,14 m, 15. Juli 1936, Lahti